# Śnieg (dramat Stanisława Przybyszewskiego)
Śnieg – dramat realistyczno-symboliczny Stanisława Przybyszewskiego.
Prapremiera "Śniegu" odbyła się w Łodzi 15 października 1903 roku.

## Problematyka
Dramat Przybyszewskiego opowiada o wydarzeniach rozgrywających się w zimie, w bliżej nieokreślonym dworku szlacheckim. Bohaterowie – Bronka oraz Kazimierz (przedstawiciel modernistycznego pokolenia dekadentów), oczekują powrotu Tadeusza, który jest mężem Bronki i zarazem bratem Kazimierza. Pod jego nieobecność Bronka zaprasza swą dawną przyjaciółkę Ewę, nie zdając sobie sprawy z tego, iż ta była kiedyś wielką miłością jej męża. Przyjazd dawnej miłości Tadeusza burzy spokój i harmonię małżeństwa. Nieświadomą sytuacji Bronkę zaczynają niepokoić zbyt poufałe rozmowy jej męża z Ewą. W trakcie jednej z takich rozmów okazuje się, że mieszkanie Tadeusza i Bronki jest kopią mieszkania Ewy, a na ścianie wisi jej portret. Podczas gdy tych dwoje coraz więcej czasu spędza razem, Bronka zwierza się ze swych obaw i rozterek Kazimierzowi, który w końcu wyznaje jej miłość. Nie chce jednak jej wzajemności, gdyż wie, że ta byłaby nieszczera i w obecnej sytuacji byłaby tylko próbą zemsty zranionej kobiety. Bronka w rozmowach z Kazimierzem daje wyraz swoim uczuciom – boi się, że w Tadeuszu obudziły się dawne uczucia do Ewy. Podejrzewa również (słusznie zresztą), że i jej zamierzeniem jest odzyskać dawnego kochanka. W targanym namiętnościami i zazdrością sercu Bronki rodzi się pomysł zabicia rywalki, jednak odrzuca go jako niegodny kobiety.
Dramat kończy się w sposób niejednoznaczny – Bronka wraz z Kazimierzem noszą się z zamiarem popełnienia samobójstwa, w czasie gdy jej mąż spędza czas na spacerze z Ewą. Niepokój budzi również tajemnicze przybycie Makryny, dawnej opiekunki Bronki, symbolizującej śmierć.

## Bohaterowie
Bronka, Tadeusz, Kazimierz, Ewa, Makryna, Lokaj

## Cytaty związane z wymową symboliczną dramatu
EWA:
Pan wie również, że taką miłość śnieg przyprószyć może, ale na to, by ją ogrzać, silniejszą i
namiętniejszą jeszcze uczynić

BRONKA:Powiedz mi, powiedz mi, czym jestem?
KAZIMIERZ:
Białym, czystym śniegiem, który na zmarzłą grudę ziemi opadnie, ugrzeje, otuli tego
trupa, dopóki nie odżyje, budzić się nie pocznie i z ciepłego już łona, z ziarn, zda się
zmarzłych ziarn, nowe, świeże kiełki puszczać pocznie...
BRONKA:
(w zamyśleniu)
A zdawało się, że to ziarno w ziemię zasiane dawno już wymarzło.
KAZIMIERZ:
Wymarzło w mrozie, wygniło w błocie...
BRONKA:
Ziarno kiełkuje, a śnieg taje... Masz racje – jestem śniegiem.
(Zrywa się nagle) Dlaczego Ewa nie śpi? Słyszysz

EWA:
(udaje, że nie zważa, pobłażliwie)
Bronka znowu szaleje. Teraz, w śnieg, w porannej sukni, w pantofelkach?
BRONKA:
No i cóż z tego, jam zahartowana. A tyś przecie już ubrana... Chodź, kochana Ewciu,
tyś taka zimna, tak marzniesz, a ja cię tak w śniegu rozgrzeję. Całymi garściami
śniegu będę tarła twoją twarz, będę myła śniegiem twoje włosy, ach, gdybyś ty wiedziała,
jak śnieg umie przytulić, odchuchać, rozgrzać zziębnięte ręce i wymarzłe serce...
EWA:
Nie, Bronko, (zawsze z tym samym tajemniczym uśmiechem) ja nie potrzebuję śniegu, mnie dobrze
z moimi zziębniętymi rękami i zmarzłym sercem. Mojej duszy jeszcze żaden
śnieg nie potrzebował przyprószać, by ją ogrzać.

BRONKA:
Ja byłam śniegiem, takim dobrym białym śniegiem, co tuli biedną ziemie, rozgrzewa
ją, czy nie tak, Kaziu?
KAZIMIERZ:
(zamyślony)
Tak... A może byłaś dobrą, kojącą ręką, co przytuliła jakiegoś zranionego ptaka... tak
mu było dobrze przy tobie, dopóki był chory, a teraz mu skrzydła nowym pierzem
porosły, mięśnie wzmocniały i gotuje się do lotu... gotować się nie potrzebuje, bo już
strzepnął swoje skrzydła...